# Ascensor Mariposas

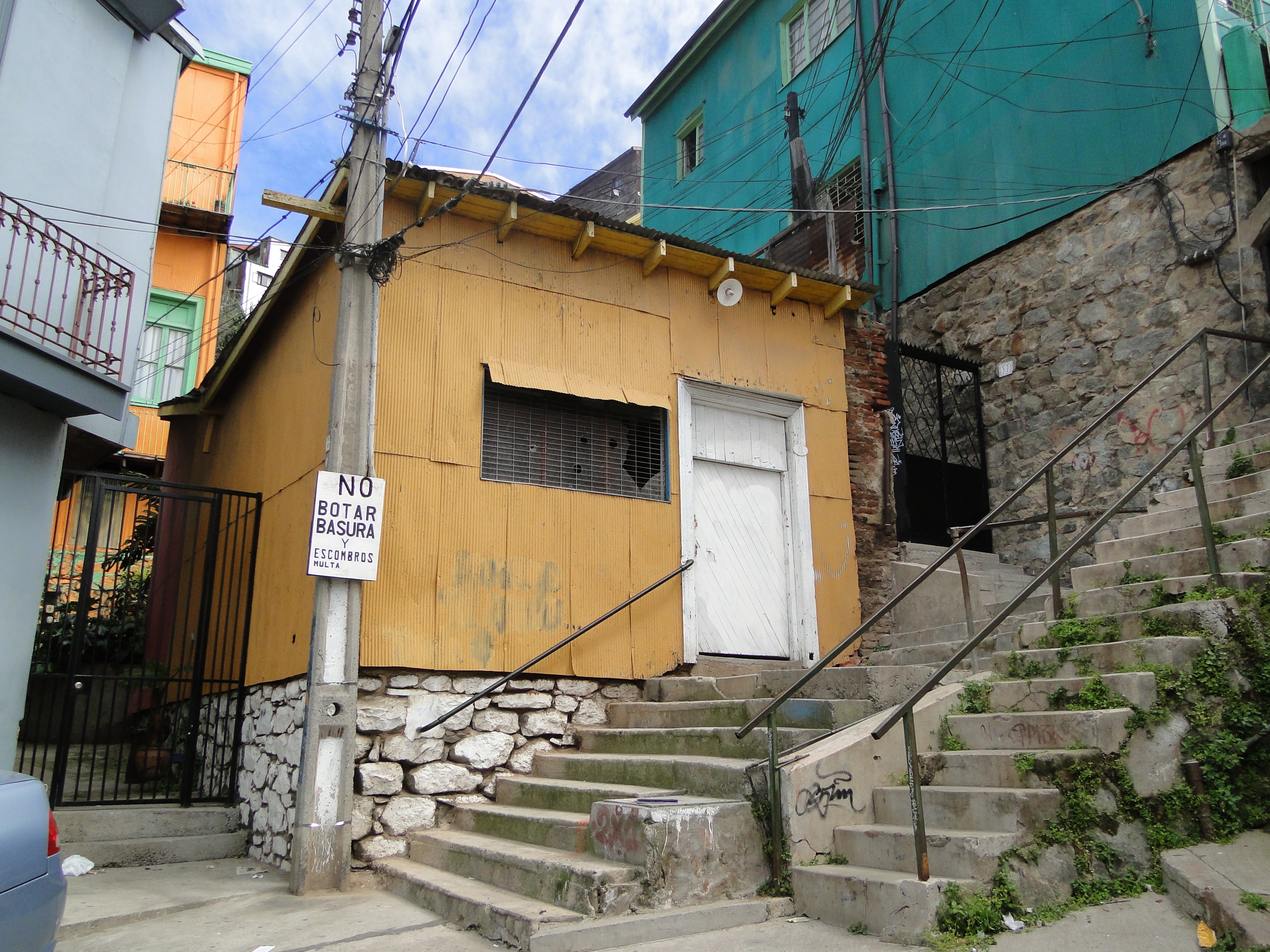
Entrada al ascensor Mariposas por la calle Gaspar Marín, en el acceso inferior.

El ascensor Mariposas es uno de los 16 ascensores que existen en la ciudad de Valparaíso, Chile. Inaugurado el 14 de mayo de 1906, su recorrido transcurre entre viviendas y matorrales y finaliza en una calle que cerca el cerro Mariposa. Fue el único que en un principio, utilizó tres rieles en el plano de rodadura. Fue declarado Monumento Nacional de Chile, en la categoría de Monumento Histórico, mediante el Decreto Exento n.º 866, del 1 de septiembre de 1998.

## Historia
El ascensor Mariposas fue inaugurado el 14 de mayo de 1906. Es el más largo de todos los ascensores construidos en Valparaíso.
En septiembre de 2009, el funicular dejó de funcionar junto al Florida y al Monjas debido a su pésima rentabilidad y a las pérdidas económicas que ocasionaban.
A partir de 2012, su mantención se encuentra a cargo del Gobierno chileno, que adquirió el funicular junto a otros nueve con el fin de restaurarlos y ponerlos en funcionamiento nuevamente.

## Descripción
Su estación inferior se localiza en la calle Gaspar Marín, en el plan de Valparaíso. Su estación superior da lugar al paseo Barbosa, calle secundaria del cerro Mariposas. Sus rieles están asentados en el mismo cerro, asegurados mediante traviesas.
El largo total de la trama vertical es de 177 metros y llega a una cota de 60 metros de altura, con una pendiente de 44,4 grados y un desnivel de 46 metros. La capacidad del ascensor es de 10 personas, y su longitud de recorrido es la mayor: 160 metros aproximadamente. Además, es uno de los funiculares con más altura, a 80 m s. n. m. El terreno ocupado por la pendiente es de 920 m², mientras que el terreno plano es de 70 m². La estación superior ocupa 290 m² y la inferior 27 m².